# Laraine Day
Laraine Day, född La Raine Johnson 13 oktober 1920 i Roosevelt, Utah, död 10 november 2007 i Ivins, Utah, var en amerikansk skådespelerska. Hon blev mest känd för sin återkommande roll som sjuksyster Mary Lamont i filmerna om Dr. Kildare. Hon gjorde även den kvinnliga huvudrollen i Alfred Hitchcocks Utrikeskorrespondenten.

## Filmografi (i urval)
- 1940 – Utrikeskorrespondenten
- 1940 – Jag tager denna kvinna
- 1941 – Utan skrupler
- 1943 – Hasardspelaren
- 1946 – Sin egen fånge
- 1954 – Mellan himmel och hav
- 1986 – Mord och inga visor (TV-serie)